# Trogoderma nitens
Trogoderma nitens is een keversoort uit de familie spektorren (Dermestidae), ook wel bekend als de huidkevers of tapijtkevers. De wetenschappelijke naam van de soort werd in 1915 gepubliceerd door Gilbert John Arrow.
Deze kevers staan bekend om hun vermogen om zich te voeden met verschillende organische materialen, zoals dierlijke producten, textiel, granen en zelfs gedroogde plantaardige materialen. Hierdoor worden ze soms beschouwd als een plaag in huizen, magazijnen en musea, waar ze schade kunnen veroorzaken aan opgeslagen voedsel, kleding, tapijten, meubels en historische artefacten.

## Uiterlijk
Trogoderma nitens is een kleine kever, meestal ongeveer 2 tot 4 millimeter lang. Ze hebben een ovale vorm en zijn bedekt met kleine schubben. Hun kleur varieert van bruin tot zwart, en sommige soorten hebben strepen of vlekken op hun lichaam.

## Levenscyclus
Net als andere tapijtkevers doorlopen Trogoderma nitens verschillende stadia in hun levenscyclus, waaronder ei, larve, pop en volwassen kever. De larven zijn de meest schadelijke fase omdat ze zich voeden met organisch materiaal en vaak de meeste schade veroorzaken.

## Levensomstandigheden
Deze kevers komen wereldwijd voor en gedijen goed in omgevingen met een hoge luchtvochtigheid en temperaturen tussen 20°C en 30°C. Ze kunnen zich snel verspreiden en zijn moeilijk te bestrijden zodra ze eenmaal zijn gevestigd.